# فنسنت بينيل
فنسنت بينيل (بالفرنسية: Vincent Pinel)‏ (و. 1937 – م) هو مونتير، ومؤرخ من فرنسا. ولد في لو هافر. 

## وصلات خارجية
- فنسنت بينيل على موقع IMDb (الإنجليزية)
- فنسنت بينيل على موقع ألو سيني (الفرنسية)
- فنسنت بينيل على موقع أول موفي (الإنجليزية)
- فنسنت بينيل على موقع قاعدة بيانات الأفلام السويدية (السويدية)
- فنسنت بينيل على موقع قاعدة بيانات الفيلم (الإنجليزية)
- فنسنت بينيل على موقع كينوبويسك (الروسية)